# Metopius audens
Metopius audens là một loài tò vò trong họ Ichneumonidae.